# Nyctemera interlecta
Nyctemera interlecta är en fjärilsart som beskrevs av Walker 1854. Nyctemera interlecta ingår i släktet Nyctemera och familjen björnspinnare. Inga underarter finns listade i Catalogue of Life.